# La Terre chinoise
La Terre chinoise (The Good Earth) est un roman de Pearl Buck publié en 1931, récompensé par le Prix Pulitzer de la fiction en 1932 et par le prix Langlois de l’Académie française en 1933. Il s'agit du roman le plus vendu aux États-Unis en 1931 et 1932. Il a été un facteur important pour l'attribution à Pearl Buck du Prix Nobel de littérature en 1938. C'est le premier livre d'une trilogie qui comprend Les Fils de Wang Lung (Sons, 1932) et La Famille dispersée (A House Divided, 1935).

## Résumé
Le roman met en scène la vie de famille dans un village chinois avant la Première Guerre mondiale. Le récit raconte en premier lieu le mariage de Wang Lung avec la jeune O-Len. En dépit des épreuves, le couple parvient à acquérir, grâce à un labeur sans relâche, une fortune considérable. Le roman s'achève alors que Wang Lung, devenu un vieillard, apprend que ses fils ont l'intention de vendre leurs terres.
La représentation réaliste et sympathique de l’agriculteur Wang Lung et de sa femme O-Lan a contribué à préparer les Américains des années 1930 à considérer les Chinois comme des alliés dans la guerre à venir avec le Japon.

## Adaptations

### Au théâtre
- 1932 : The Good Earth, adaptation théâtrale écrit par les dramaturges Owen et Donald Davis est produite par le Guild Theatre. Mal reçue par la critique, la production connaît seulement 56 représentations.

### Au cinéma
- 1937 : Visages d'Orient[2] (The Good Earth), film américain réalisé par Sidney Franklin, avec des scènes supplémentaires non-créditées tournées par Victor Fleming et Gustav Machatý, mettant en vedette Paul Muni et Luise Rainer. Le film remporte l'Oscar de la meilleure actrice pour Luise Rainer et l'Oscar de la meilleure photographie pour Karl Freund.

## Popularité
Le roman connaît encore des rééditions de nos jours. Il est cité dans la liste des 100 livres de 1924-1944 du magazine Life. Le roman a aidé à préparer les Américains des années 1930 à considérer les Chinois comme des alliés dans la guerre à venir contre le Japon.
En 1961, le Cercle norvégien du livre est créé avec pour objectif de rééditer des livres célèbres. La Terre Chinoise est le premier livre à faire l'objet d'une nouvelle distribution.
En 2004, le livre retrouve les honneurs des librairies quand l'animatrice de télévision Oprah Winfrey l'a choisi pour Oprah's Book Club.